# Kamiel Vanhole
Kamiel Vanhole (Etterbeek, 24 mei 1954 - 12 juni 2008) was een Vlaamse schrijver.
Alhoewel geboren in een Brusselse deelgemeente bracht hij zijn jeugd door in de Vlaams-Brabantse gemeente Sterrebeek. Hij studeerde Germaanse filologie aan de Katholieke Universiteit Leuven. Hij woonde in Kessel-Lo bij Leuven. Na zijn burgerdienst ging hij als scenarist bij de Brusselse tekenfilmstudio Graphoui werken.
Vanhole debuteerde in 1990 met de reisverhalen "Een demon in Brussel". Hij schreef verscheidene romans en toneelstukken, en vertaalde verhalen en essays van onder andere Vladimir Nabokov, John Berger, Marguerite Duras, John Updike en Charles Simic.
Vanhole heeft veel gereisd. Hij was politiek geëngageerd. Zo was hij een van de initiatiefnemers van het "Bomspotting"-project, dat België kernwapenvrij wilde maken. Samen met Charles Ducal schreef hij in 1993 Over de voorrang van rechts, waarin hij de opkomst van het uiterst rechtse Vlaams Blok (het huidige Vlaams Belang) hekelde. Hij zag er een ernstige bedreiging voor de Vlaamse samenleving in.
Kamiel Vanhole overleed op 54-jarige leeftijd aan longkanker.